# Gonomyia (Leiponeura) subterminalis
Gonomyia (Leiponeura) subterminalis is een tweevleugelige uit de familie steltmuggen (Limoniidae). De soort komt voor in het Neotropisch gebied.